# Place de Stalingrad (Reims)
Pour les articles homonymes, voir Place de Stalingrad.
La place de Stalingrad est une place de la commune de Reims, dans le département de la Marne, en région Grand Est.

## Situation et accès
Elle se trouve sur la rue de Vesle proche du pont franchissant la Vesle.
Elle est d'art déco pour les façades et décorée de statues de Christian Lapie.

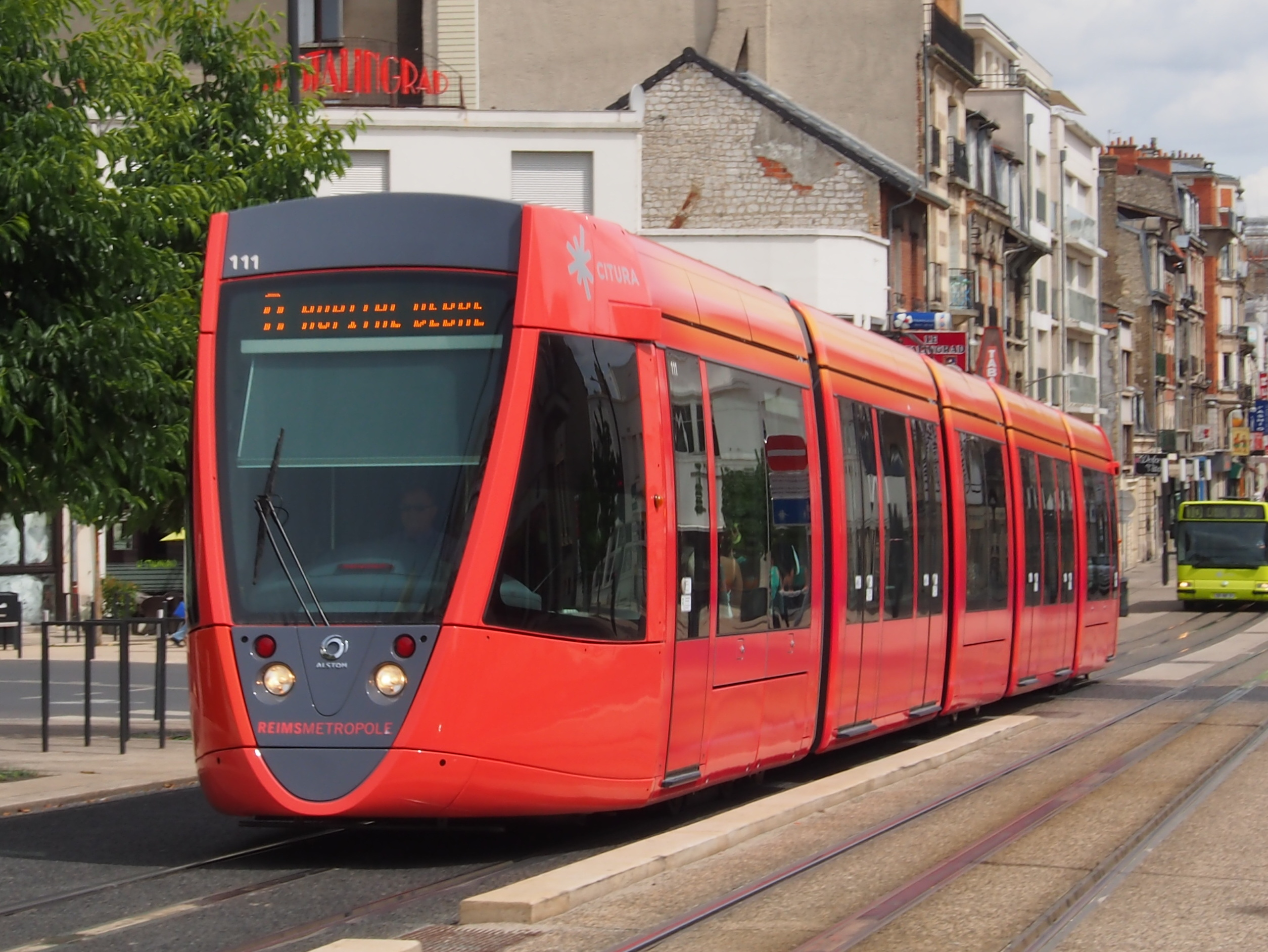
Passage du Tram
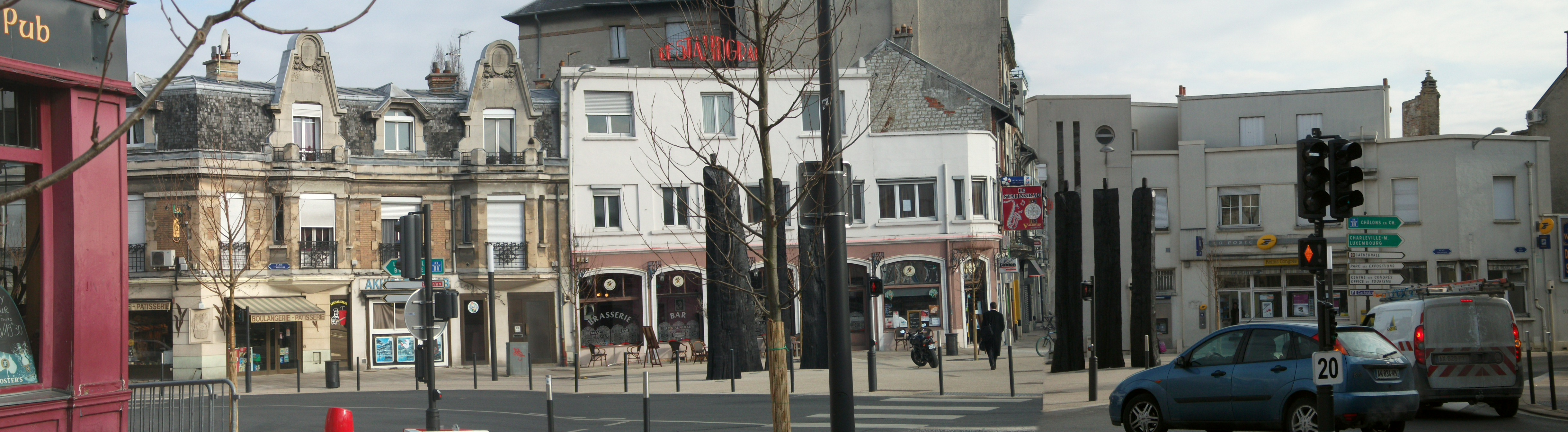
Les façades art déco.

## Origine du nom
Le nom de cette place commémore la ville de Russie où les armées russes remportèrent une victoire décisive sur les armées allemandes du 19 septembre 1942 au 2 février 1943.

## Historique
Ancienne place de la Magdeleine, elle porte sa dénomination actuelle depuis 1946.Il est a noter que les constructions sont d'une hauteur relativement limitée. Une des explications, couramment avancée, tient à une reconstruction tardive après les destructions de la première guerre mondiale. Les dommages de guerre n'ont pu financer des bâtiments plus haut en raison de l'inflation de la monnaie.